# Taha Ayari
Taha Ayari (Solna, 10 maggio 2005) è un calciatore svedese, centrocampista dell'AIK.

## Biografia
È nato a Solna, nella contea di Stoccolma, da padre tunisino e madre nata in Svezia da genitori marocchini. Anche suo fratello maggiore Yasin Ayari è un calciatore professionista di ruolo centrocampista.

## Carriera

### Club
La sua primissima squadra è stata il Råsunda IS, con cui ha iniziato a giocare a calcio all'età di cinque anni. A sette anni è invece entrato a far parte del settore giovanile dell'AIK. Nel corso degli anni ha continuato a svolgere la trafila nelle giovanili del club fino alla formazione Under-19.
Diciassettenne, il 31 agosto 2022 ha fatto il suo debutto ufficiale in prima squadra, subentrando nell'incontro valido per il secondo turno della Coppa di Svezia 2022-2023 e vinto per 4-2 sul campo dei dilettanti dell'Hudiksvalls FF. Il suo esordio in campionato è avvenuto invece quattro giorni dopo, quando è entrato in campo proprio al posto del fratello Yasin Ayari: in quella partita Taha si è anche conquistato il rigore del definitivo 4-0 poi realizzato da Sebastian Larsson. Il successivo 18 ottobre la società ha annunciato il suo ingresso definitivo in prima squadra con un contratto fino al 31 dicembre 2025. Ha concluso l'Allsvenskan 2022 con cinque presenze all'attivo.
Durante l'Allsvenskan 2023 ha trovato le prime otto presenze da titolare, buona parte delle quali giunte nelle ultime giornate. Le presenze complessive nell'arco del torneo sono state venti. Il suo primo gol in campionato, realizzato il 6 novembre alla penultima giornata nell'1-1 sul campo dell'IFK Göteborg, ha di fatto ipotecato il raggiungimento della salvezza sul finire di una stagione che, per il club, è stata piuttosto travagliata dal punto di vista dei risultati sportivi.
Nel corso dell'Allsvenskan 2024 ha alternato partite da titolare, otto, a sette presenze da subentrante. La sua annata tuttavia è terminata in anticipo il 19 settembre 2024, giorno in cui, durante un allenamento, ha riportato un grave infortunio al legamento crociato del ginocchio sinistro.

### Nazionale
Ha giocato nelle nazionali giovanili svedesi Under-17, Under-19 ed Under-21.